# Calymmodesmus rettenmeyeri
Calymmodesmus rettenmeyeri är en mångfotingart som beskrevs av Loomis 1959. Calymmodesmus rettenmeyeri ingår i släktet Calymmodesmus och familjen Stylodesmidae. Inga underarter finns listade i Catalogue of Life.